# 杉山登
杉山 登（すぎやま のぼる）は、シンエイ動画に所属する男性プロデューサー。

## 来歴
制作会社に入社し、フジテレビのテレビドラマのディレクターを担当した後1995年にテレビ朝日へ移籍する。過去には数々の連続ドラマでプロデューサーや演出を務め、2005年からは『ドラえもん』のチーフプロデューサーを前任の木村純一から引き継ぎ、同年10月28日の放送回から2013年7月12日の放送回まで担当。2018年よりシンエイ動画に移籍し、企画営業担当の執行役員を務めていたその後シンエイ動画取締役に就任。
なお、妻は『渡辺篤史の建もの探訪』プロデューサーの杉山かおり。

## 携わった主な作品

### フジテレビ時代
- 愛という名のもとに （1992年）演出
- 世にも奇妙な物語 「この気持ちを伝えて」「カラオケBOX」（1992年）演出
- 誰かが彼女を愛してる （1992年）演出
- 素晴らしきかな人生 （1993年）演出

### テレビ朝日
- 名探偵保健室のオバさん （1997年）プロデュース
- あぶない放課後 （1999年）演出
- 愛人の掟・あなたに逢いたくて （2000年）プロデューサー・演出
- 氷点2001 （2001年）プロデューサー
- ツーハンマン （2002年）プロデューサー・演出 ※演出は第5話と第9話を担当
- 独身3!! （2003年）演出
- ああ探偵事務所 （2004年）プロデューサー
- ドラえもん （2005年〜）チーフプロデューサー ※2005年10月28日放送回より担当
- クレヨンしんちゃん （2007年〜）チーフプロデューサー ※2007年7月6日放送回より担当
- あたしンち （2007年〜）企画 ※2007年9月1日放送回より担当
- 魔法遣いに大切なこと 〜夏のソラ〜 （2008年）プロデューサー
- 黒神 The Animation （2009年）プロデューサー
- 怪談レストラン （2009年）企画
- ご姉弟物語（2009年）企画
- 秘密結社鷹の爪 カウントダウン （2009年）企画
- デジモンクロスウォーズ （2010年）企画
- 出入禁止の女〜事件記者クロガネ〜（2015年）プロデューサー
- 警視庁 ナシゴレン課（2016年）プロデューサー

### シンエイ動画
- 八男って、それはないでしょう!（2020年）企画
- アニメ カピバラさん（2020年）企画
- PUI PUI モルカー（2021年）エグゼクティブプロデューサー
- アイドールズ!（2021年）エグゼクティブプロデューサー
- カッコウの許嫁（2022年）エグゼクティブプロデューサー
- ちみも（2022年）エグゼクティブプロデューサー

### 映画
- ROCKERS （2003年）プロデューサー
- 海猫 （2004年）製作委員会
- レディ・ジョーカー （2004年）製作委員会
- 北の零年（2005年）製作委員会
- 銀色の髪のアギト （2006年）プロデューサー
- 映画ドラえもんシリーズ - チーフプロデューサー
  - 映画ドラえもん のび太の恐竜2006 （2006年）
  - 映画ドラえもん のび太の新魔界大冒険 〜7人の魔法使い〜 （2007年）
  - 映画ドラえもん のび太と緑の巨人伝 （2008年）
  - 映画ドラえもん 新・のび太の宇宙開拓史 （2009年）
  - 映画ドラえもん のび太の人魚大海戦 （2010年）
  - 映画ドラえもん 新・のび太と鉄人兵団 〜はばたけ 天使たち〜 （2011年）
- クレヨンしんちゃんの劇場映画シリーズ
  - クレヨンしんちゃん 伝説を呼ぶ 踊れ!アミーゴ! （2006年）制作委員会
  - クレヨンしんちゃん 嵐を呼ぶ 歌うケツだけ爆弾! （2007年）制作委員会
  - クレヨンしんちゃん ちょー嵐を呼ぶ 金矛の勇者 （2008年）チーフプロデューサー
  - クレヨンしんちゃん 嵐を呼ぶ!オラと宇宙のプリンセス （2012年）
  - クレヨンしんちゃん バカうまっ!B級グルメサバイバル!!（2013年）チーフプロデューサー
- 仮面ライダーシリーズ - エグゼクティブプロデューサー
  - 劇場版 仮面ライダー電王&キバ クライマックス刑事（2008年）
  - 劇場版 仮面ライダーキバ 魔界城の王（2008年）
  - 劇場版 さらば仮面ライダー電王 ファイナル・カウントダウン（2008年）
  - 劇場版 超・仮面ライダー電王&ディケイド NEOジェネレーションズ 鬼ヶ島の戦艦（2009年）
  - 劇場版 仮面ライダーディケイド オールライダー対大ショッカー（2009年）
  - 仮面ライダー×仮面ライダー W&ディケイド MOVIE大戦2010（2009年）
  - 仮面ライダー×仮面ライダー×仮面ライダー THE MOVIE 超・電王トリロジー（2010年）
    - EPISODE RED ゼロのスタートウィンクル
    - EPISODE BLUE 派遣イマジンはNEWトラル
    - EPISODE YELLOW お宝DEエンド・パイレーツ

  - 仮面ライダーW FOREVER AtoZ/運命のガイアメモリ（2010年）
  - 仮面ライダー×仮面ライダー オーズ&ダブル feat.スカル MOVIE大戦CORE（2010年）
  - オーズ・電王・オールライダー レッツゴー仮面ライダー（2011年）
  - 劇場版 仮面ライダーオーズ WONDERFUL 将軍と21のコアメダル（2011年）
  - 仮面ライダー×仮面ライダー フォーゼ&オーズ MOVIE大戦MEGA MAX（2011年）
  - 仮面ライダーフォーゼ THE MOVIE みんなで宇宙キターッ!（2012年）
  - 仮面ライダー×仮面ライダー ウィザード&フォーゼ MOVIE大戦アルティメイタム（2012年）
  - 劇場版 仮面ライダーウィザード in Magic Land（2013年）
- スーパーヒーロー大戦シリーズ - エグゼクティブプロデューサー
  - 仮面ライダー×スーパー戦隊 スーパーヒーロー大戦（2012年）
  - 仮面ライダー×スーパー戦隊×宇宙刑事 スーパーヒーロー大戦Z（2013年）